# Mận hậu
Mận hậu, hay còn có tên là mận bắc, mận Hà Nội hoặc gọi vắn tắt là mận tại Việt Nam (danh pháp hai phần: Prunus salicina, danh pháp đồng nghĩa: Prunus triflora hoặc Prunus thibetica), trong thương mại quốc tế gọi là mận Nhật Bản hoặc mận Trung Quốc, là một loài thực vật thuộc phân chi Mận mơ, thuộc loại cây ăn quả. Cây nhỏ rụng lá có nguồn gốc từ Trung Quốc. Hiện nay loài được trồng tại các vườn cây ăn quả ở Việt Nam, Hàn Quốc, Nhật Bản, Israel, Hoa Kỳ và Úc.
Không nên nhầm lẫn mận hậu với mơ, một loài có họ hàng cũng được trồng ở Trung Quốc, Nhật Bản, Hàn Quốc và Việt Nam. Một cây khác, úc lý, cũng là một loài riêng biệt mặc dù có tên Latin gần giống với tên thường gọi của loài này.

## Tên gọi
Một số tên gọi của loại cây này, ngoài mận Nhật Bản hoặc Trung Quốc, là Anh đào lá liễu, mận Châu Á, trong tiếng Anh, Ameixa hoặc Ameixa-japonesa trong tiếng Bồ Đào Nha, 李 li trong tiếng Quan Thoại và Japanskt plommon trong tiếng Thụy Điển. Tại Vịệt Nam, ngoài tên mận hậu còn được gọi là mận bắc, mận Hà Nội hay đơn giản gọi ngắn gọn là mận.
Chi Prunus, xuất phát từ Prunum trong tiếng Hy Lạp, có nghĩa là quả mận. Tính ngữ riêng, salicina, có nguồn gốc từ tiếng Latin có nghĩa là cây liễu.

## Mô tả
Mận hậu cao 9–12 mét (30–39 ft) và nhánh cây có màu nâu tía đến nâu đỏ và chồi bên có màu đỏ vàng.
Lá dài 6–12 cm và rộng 2,5–5 cm, có mép hình vỏ sò, khi còn non thường hòa lẫn với các răng hình đầu tuyến đơn. Hình dạng lá có xu hướng thuôn dài, mặc dù đôi khi lá thay đổi nhẹ thành hình trứng (rộng hơn ở phần giữa), hình elip hẹp hoặc trong vài trường hợp hiếm hoi có chút hình trứng (nửa rộng hơn ở phần giữa). Phần gốc lá có hình nêm và đỉnh có phạm vi từ nhọn sắc (đỉnh nhọn) đến có đuôi (đuôi ngắn mảnh). Mặt trên của lá có màu xanh đậm bóng, 6 hoặc 7 gân phụ ở hai bên gân giữa không kéo dài đến mép lá.
Chồi đông của mận hậu có màu đỏ tía và đôi khi có lông ở rìa vảy, mặc dù điều này rất hiếm. Hoa mọc vào đầu mùa xuân, khoảng tháng 4, mỗi hoa có đường kính khoảng 2 cm với năm cánh hoa màu trắng và mọc thành cụm 3. Cuống lá dài 1–1,5 cm, các lá đài hình trứng thuôn khoảng 5 mm, không có lông ở mặt ngoài, mép có răng cưa lỏng lẻo. Đỉnh lá đài nhọn đến củn. Cánh hoa trắng, hình trứng thuôn dài, gốc hình nêm và mép có răng cưa ở gần đỉnh. Bầu nhụy không lông và đầu nhụy hình đĩa.
Quả dạng hạch, đường kính 4–7 cm, thịt vàng hồng. Vỏ có thể có màu vàng, đỏ hoặc đôi khi là xanh lục hoặc tím và có một lớp phấn bao phủ. Hình dạng quả là hình cầu, hình trứng hoặc hình nón và đường kính khoảng 3,5–5 cm, mặc dù chúng có thể đạt đường kính 7 cm ở dạng trồng trọt. Cây ra quả từ tháng 7 đến tháng 8. Khi chín hoàn toàn có thể ăn tươi. So với mận Âu, quả mận hậu có hương vị và mùi thơm nồng hơn, kết cấu chắc hơn, màu sắc đẹp hơn, kích thước lớn hơn và giá trị dinh dưỡng tốt.
Hạt mận hậu có hình bầu dục (hình quả trứng) đến thuôn dài và nhăn nheo.

## Mô hình tăng trưởng
Mận hậu giống như các loài mận ăn quả khác, không tương thích với nhau và cần thụ phấn chéo để đảm bảo đậu trái vì chúng không thể ra trái theo phương pháp ra quả không cần thụ phấn.

## Nơi sống và phân bố
Mận hậu mọc ở rừng thưa, ven rừng, bụi rậm, ven đường mòn trên núi, ven suối trong thung lũng, ở độ cao 200-2600 m, ở Trung Quốc.
Trung tâm thuần hóa cây mận hậu gốc là tây nam Trung Quốc, từ lưu vực sông Dương Tử. Các quần thể hoang dã của loài này được cho là phát triển mạnh ở các tỉnh Thiểm Tây và Cam Túc. Cây được du nhập vào Úc và Nhật Bản.

## Sinh thái
Mận hậu phụ thuộc rất nhiều vào mối quan hệ nấm rễ cộng sinh, tương tự như các loài mận khác. Mối quan hệ này với nấm Hebeloma hiemale được chứng minh làm tăng tốc độ tăng trưởng ròng ở loài lai giữa mận anh đào và mận hậu, so với phân bón hóa học, phân hữu cơ và đối chứng.
Tác dụng của mận hậu giúp cải thiện đất ở các khu vực núi đá vôi tại Trung Quốc đã được trộn lẫn. Một nghiên cứu được thực hiện tại Công viên đá vôi Quý Dương, Quý Châu, Trung Quốc, kết luận rằng mận hậu kết hợp với rêu, Homomallium plagiangium, Cyrto-hypnum pygmaeuman và Brachythecium perminusculum và các loại thảo mộc Veronica arvensis và Youngia japonica, là những loài thực vật tiên phong phù hợp để trồng trọt để sử dụng khi phục hồi vùng xói mòn đất karst. Được trồng trên đất trồng trọt bị sa mạc hóa đá, ở thành phố Hechi, mận hậu làm tăng tỷ lệ carbon trên nitơ và chất lượng đất ở tầng đất 10–20 cm, mặc dù nhìn chung, cây có ảnh hưởng hạn chế đến cải tạo đất vì phát triển nhanh và sản lượng cao, tăng khả năng hấp thụ chất dinh dưỡng từ đất.

## Trồng trọt
Quốc gia sản xuất mận hậu chủ yếu là Trung Quốc, tiếp theo là Hoa Kỳ, Mexico, Ý, Tây Ban Nha, Pakistan, Hàn Quốc, Úc, Chile, Pháp, Nam Phi và Argentina. Loại quả này nổi tiếng nhất ở Việt Nam là giống mận Tam Hoa được trồng ở thị trấn Bắc Hà, Lào Cai.
Các giống cây Nhật Bản du nhập vào Hoa Kỳ từ nửa sau thế kỷ 19. Tại đây, hoạt động nhân giống tiếp tục đã tạo ra nhiều giống mận khác, thường cho quả to hơn. Nhà nhân giống cây trồng Luther Burbank đã phát triển một số giống bằng cách lai mận hậu với hạnh lý và các loại mận lưỡng bội bản địa Bắc Mỹ khác như Prunus americana, Prunus hortulana hoặc Prunus munsoniana. Vào cuối thế kỷ 19 và đầu thế kỷ 20, từ những giống lai này, Burbank đã chọn các giống như 'Beauty', 'Eldorado', 'Formosa', 'Gaviota', 'Santa Rosa', 'Shiro' và 'Wickson', một số trong đó vẫn được trồng rộng rãi. Một trong những giống nổi tiếng, "Santa Rosa", được đặt tên theo thành phố ở California.

Hầu hết mận tươi được bán ở các siêu thị Bắc Mỹ là giống mận hậu hoặc giống lai. Chúng được trồng trên quy mô lớn ở một số quốc gia khác, chẳng hạn chúng thống trị ngành công nghiệp quả hạch ở Tây Úc.

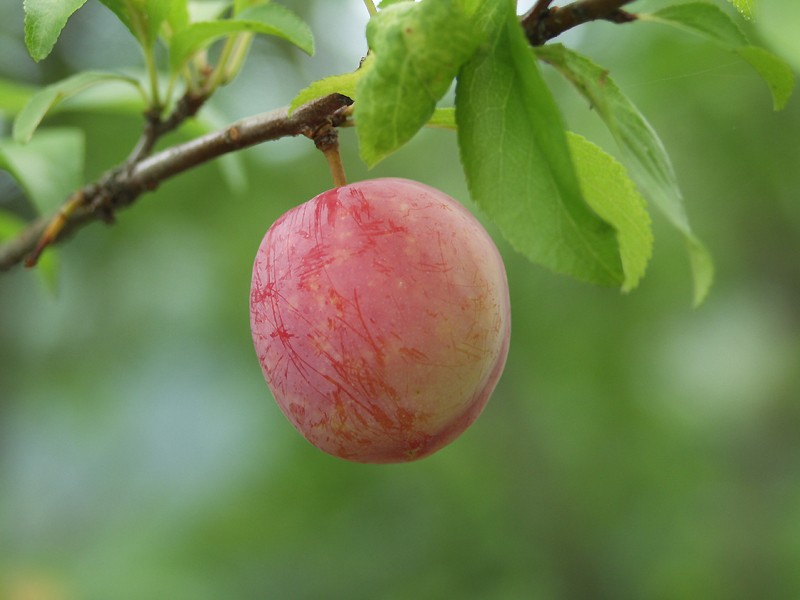
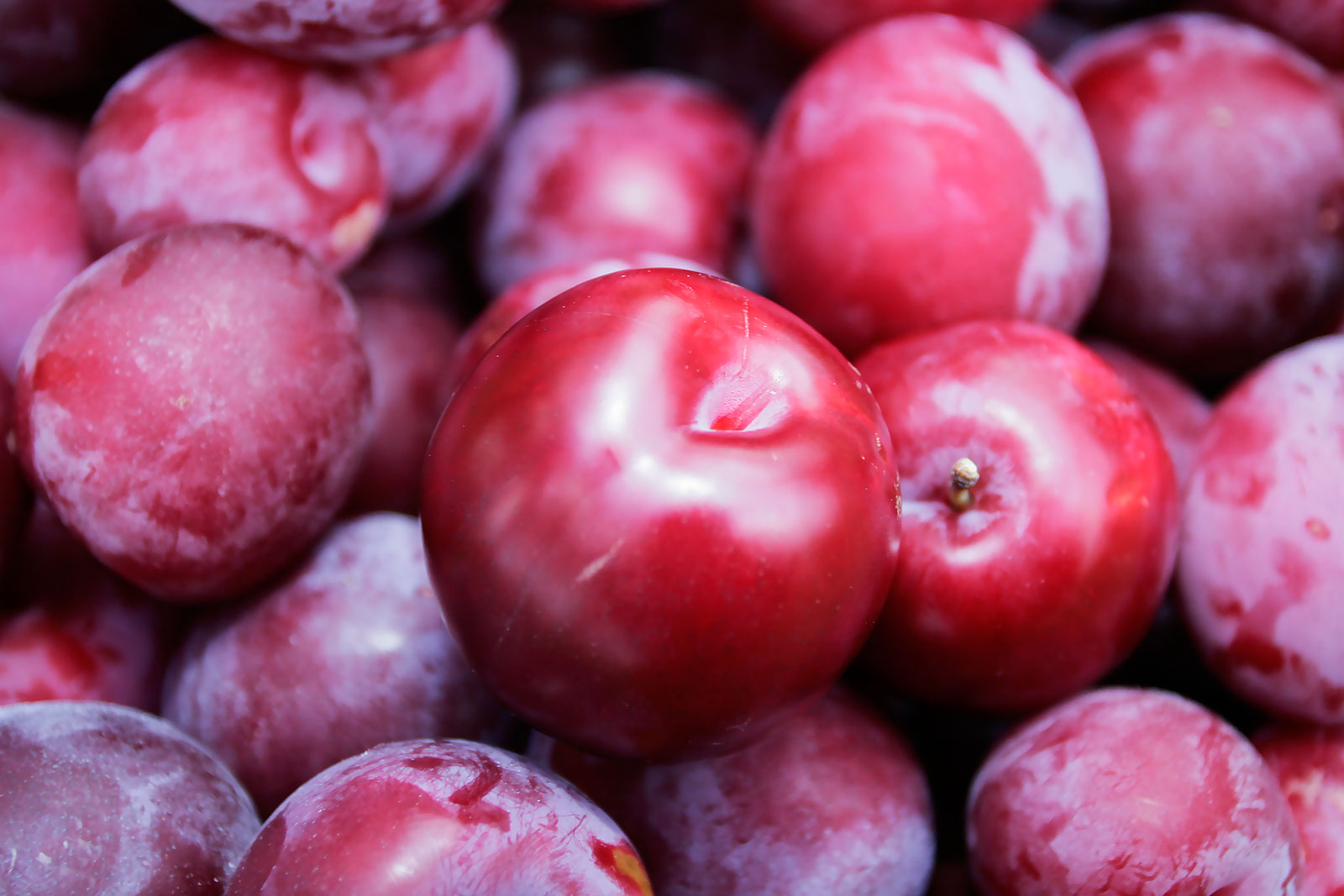
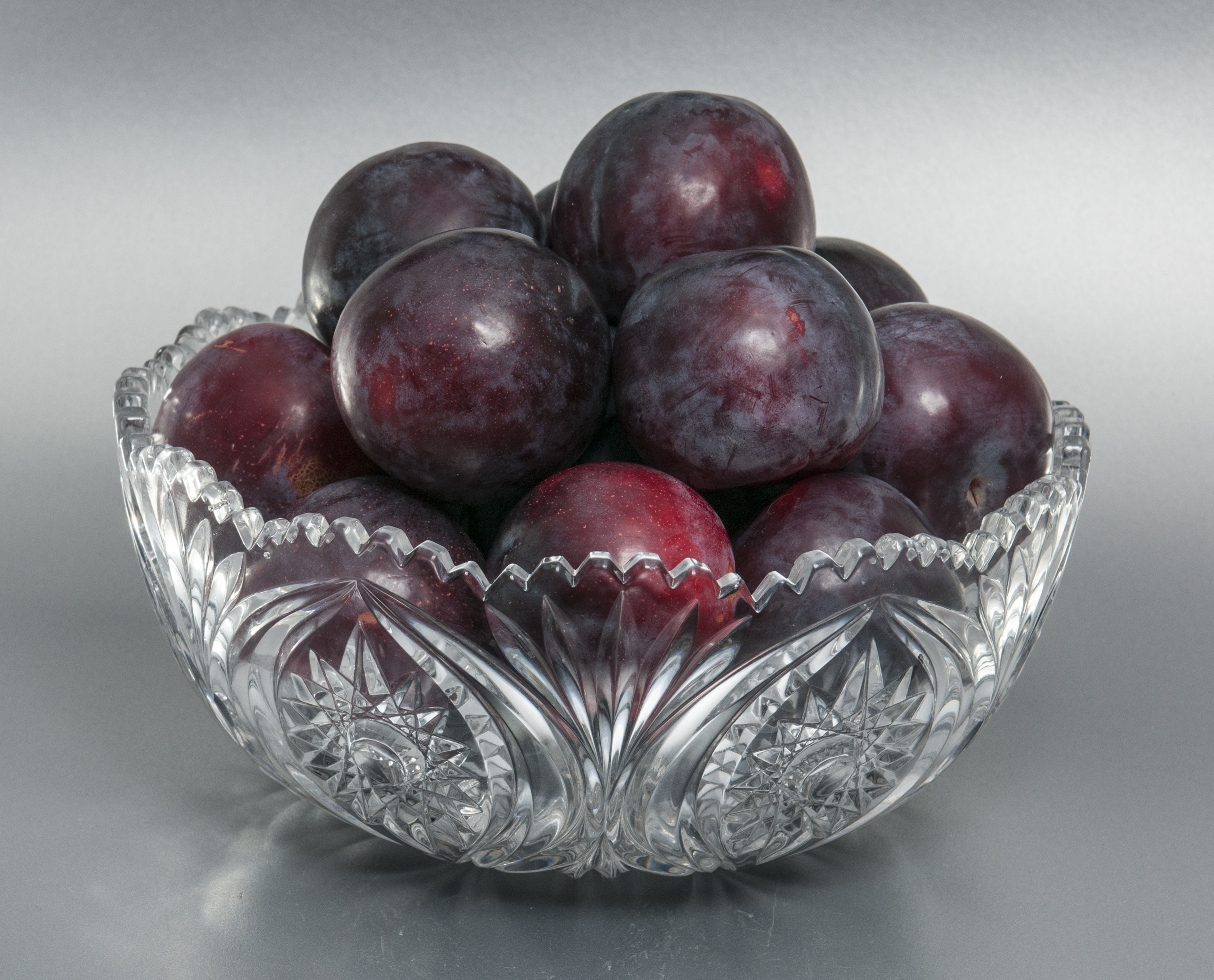
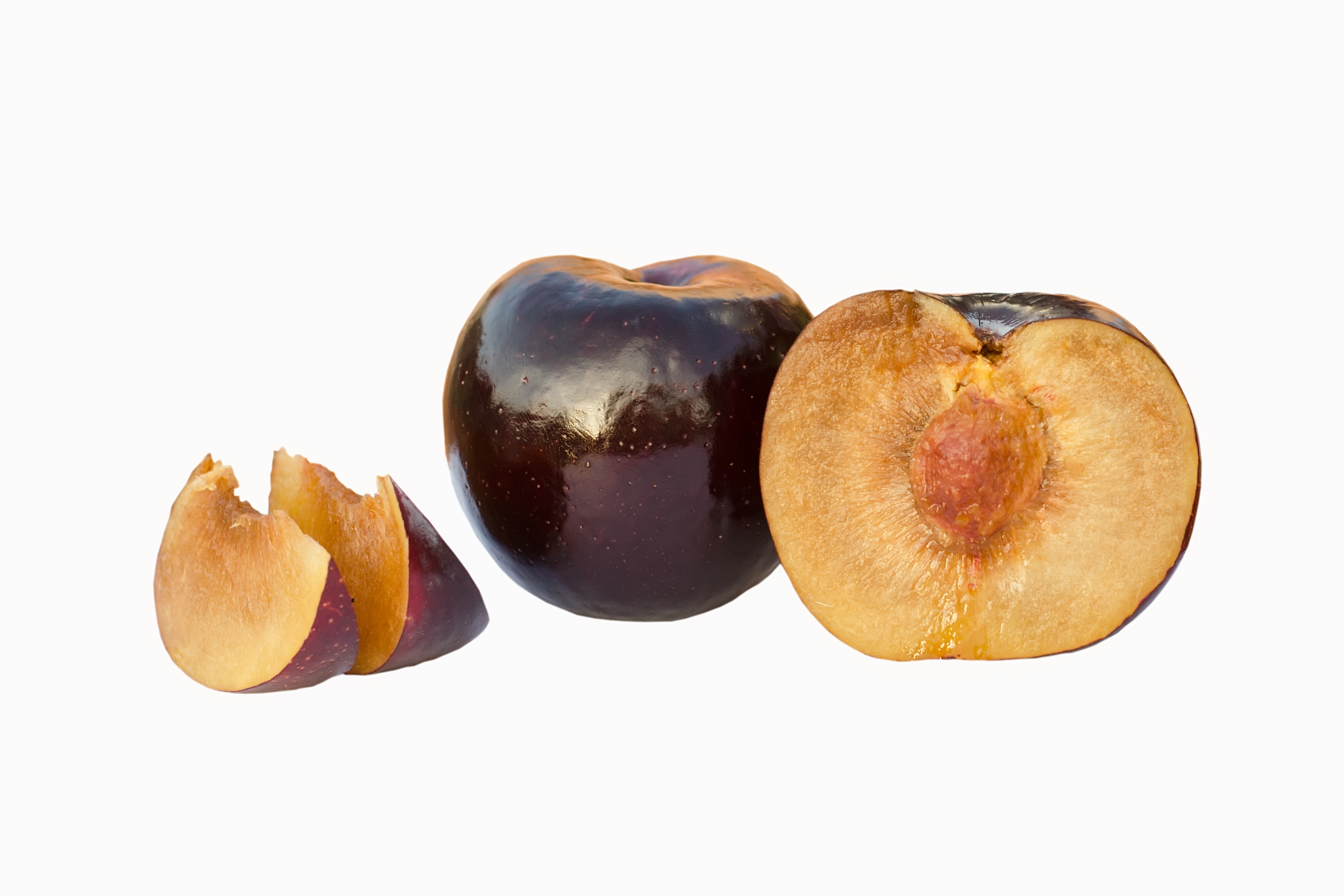
Mận hổ phách đen
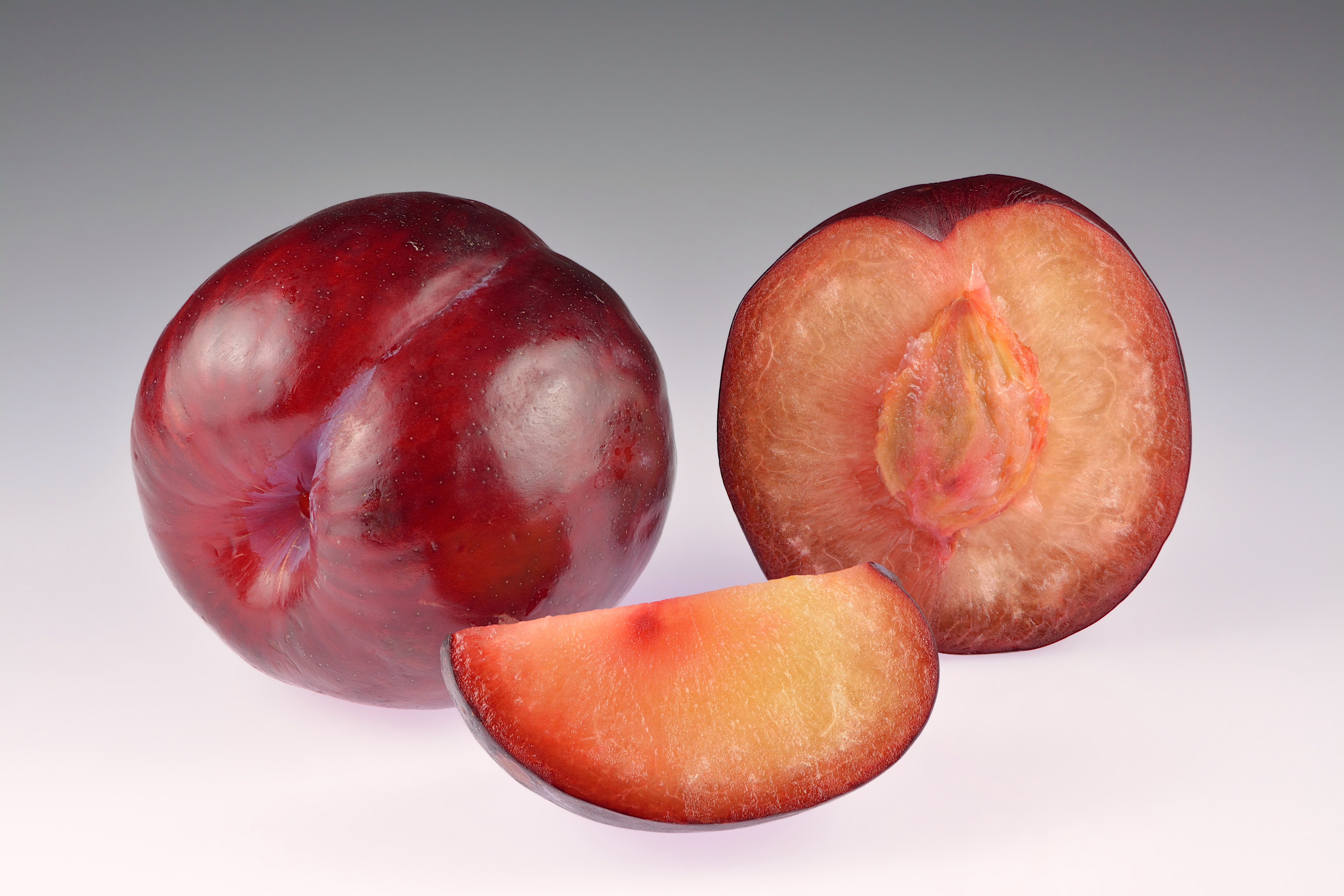
Mận hồng châu Phi

| Giống cây trồng    | Mô tả |
| ------------------ | --- |
| 'Bubblegum'/"Toka" | Giống này có khả năng kháng bệnh và được biết đến là loài thụ phấn đáng tin cậy. Cây là giống lai giữa Prunus Americaana và Prunus salicina. Quả rất mọng nước và ngọt, vỏ có màu đỏ đồng. |
| 'Burbank'          | Giống này bắt đầu cho quả sau 2-3 năm. Cây cần thụ phấn chéo từ các giống mận hậu khác nhau. Cây có thể được sử dụng như cây hoa cảnh vào mùa xuân hoặc cây bóng mát vào mùa hè. Phát triển 13-24 '' mỗi năm.                                                                                    |
| 'Byrongold'        | Giống này cho sản lượng lớn quả. Cây có vấn đề với cháy lá và yêu cầu làm lạnh 450 đơn vị. Nên trồng hai giống để đảm bảo đậu quả tốt hơn. |
| 'Early Golden'     | Giống này cho quả mận hạt cứng, vàng, chắc, đỏ đậm. Mặc dù không lớn bằng Shiro nhưng giống này chín sớm hơn 10-14 ngày. Cây rất khỏe, phát triển vượt trội so với các giống mận khác. Cây có tập tính đậu quả hai năm một lần nhưng có thể được loại bỏ bằng cách tỉa thưa và tưới tiêu hợp lý. |
| 'Golden Japan'     | Quả của giống này có kích thước trung bình, hình tròn, màu vàng vàng, đôi khi có những chấm hoặc má nhỏ màu hồng đến đỏ tươi khi chín hoàn toàn trên cây. Hương vị rất ngọt và thịt có màu vàng nhạt, mọng nước và hạt sần. Vỏ dày.                                                              |
| 'Methley'          | Giống này trổ say quả, bắt đầu cho quả vào 2-4 mùa sinh trưởng. Hoa nở sớm dễ bị hư hại do sương giá mùa xuân. Cây có khả năng tự sinh sản, nhưng nên trồng hai loại cây trồng. Chịu nhiệt. |
| 'Santa Rosa'       | Giống Santa Rosa ra hoa trắng vào mùa xuân và thường được ăn tươi, đóng hộp hoặc nấu chín. Quả có kích thước lớn với màu đỏ đến tím, chín giữa mùa. |
| 'Shiro"            | Giống 'Shiro" cho quả có kích thước trung bình với vỏ và thịt vàng, chỉ phát triển ở những nơi có bóng râm ấm áp. Hoa trắng đầu mùa xuân dễ bị hư hại do sương giá và thường cần được bảo vệ. |
| 'Ozark Premier'    | Mận Ozark Premier Nhật Bản là sự giao thoa giữa 'Methley' và 'Burbank'. Cây tự ra quả nhưng nên trồng hai giống khác nhau để đảm bảo đậu quả tốt hơn. Cần vài giờ làm lạnh cần thiết. |
| 'Vampiretm'        | Giống này cho quả to vừa phải, chín muộn vào giữa vụ. Cây có sự pha trộn giữa màu xanh lá sáng bóng và đỏ ruby. Thịt đỏ và rất mọng nước. Chịu lạnh. |
| 'Vanier'           | Giống này cho quả có kích thước trung bình, màu đỏ tươi với thịt màu vàng, chín muộn hơn 2 tuần so với Shiro. Quả có thể bảo quản được 2-3 tuần. Cây sớm phát triển, mạnh mẽ và có tập tính mọc lên thẳng đứng.                                                                                  |

## Đe dọa
Khi gieo trồng ngoài trời, loài này dễ bị nhiễm một số loại virus bao gồm virus thủy đậu và virus đốm vòng hoại tử mận. Các mối đe dọa khác đối với loài này vẫn chưa được khám phá. Trong khi vài mối đe dọa đã biết đối với các khu rừng ở Trung Quốc, bao gồm khai thác gỗ, phá rừng và ô nhiễm không khí và nước thì vẫn chưa biết liệu những mối đe dọa này có ảnh hưởng trực tiếp đến mận hậu hay không. Kể từ năm 2023, tình trạng đe dọa trong Sách đỏ IUCN là Ít quan tâm và quần thể loài đạt ổn định. Sách đỏ IUCN khuyến nghị "kết hợp quản lý và giám sát quần thể trong khu vực được bảo vệ, nơi loài này xuất hiện" và "thu thập ngoại vi bổ sung, đảm bảo toàn bộ đa dạng di truyền tìm được trong tự nhiên thu thập vào ngân hàng gen."

## Sử dụng

### Ẩm thực
Mận hậu có thời hạn sử dụng ngắn (3–4 ngày) trong điều kiện nhiệt độ phòng cũng như bảo quản lạnh (1–2 tuần). Mận thường được chế biến thành mứt, thạch, rượu và các loại đồ uống khác. Hạt tiêu đen, rau mùi, thì là, đinh hương, thảo quả đen, nghệ tây, nhục đậu khấu, quế, hạt anh túc, gừng, mộc qua, măng tây, sâm Ấn, xuân tiết và hương thảo đã được ghi nhận là dùng để điều chế rượu mận thơm. Giống mận Santa Rosa tạo nên rượu vang chất lượng tốt nhất, so với Methley và Green Gage.
Ở Trung Quốc, kẹo trái cây cũng được bán bảo quản, thêm đường, muối và cam thảo. Một nghiên cứu về tìm kiếm thức ăn ở Thung lũng Công Ba (quận Chu Khúc, Cam Túc, Trung Quốc) đã xác định mận hậu là một trong những loại trái cây dại được ăn phổ biến nhất. Rượu làm từ quả mận hậu được trộn với rượu quả mơ và rượu trà ô long để tạo ra rượu mận kiểu Nhật, wumeijiu (rượu mận hun khói), ở Đài Loan.
Ở Nhật Bản, mặc dù người ta ít ăn mận hậu hơn quả mơ có họ hàng gần, nhưng quả được ngâm chua và tạo màu theo cách tương tự. Đặc biệt ở miền đông Nhật Bản, nhiều lễ hội mùa hè bán trái cây ngâm trong kẹo mizuame được gọi là anzuame (kẹo mơ, vì quả mơ được sử dụng theo truyền thống trong công thức).
Ở cả hai quốc gia, quả cũng được dùng để làm hương liệu trong rượu mùi gọi là sumomo shu (すもも酒) tại ảnh Nhật Bản.
Đối với các mục đích sử dụng khác của loài này và các loài tương tự, xem mận .
|                              | Phạm vi giữa các giống Prunus salicina |
| ---------------------------- | -------------------------------------- |
| Nước                         | 80,65-89,40%                           |
| Chất xơ                      | <1,5 %                                 |
| protein                      | 0,38-0,96%                             |
| Tro                          | <0,5%                                  |
| cacbohydrat                  | 10-17%                                 |
| đường                        | 4,41-10,27%                            |
| fructozơ                     | 1,82-4,79%                             |
| sucrose                      | 0,65-4,16%                             |
| Năng lượng                   | 183,04 -331,10 kJ 100 g¡1              |
| hợp chất phenolic            | 94,54- 202,46 mg 100 g¡1               |
| anthocyanin                  | <24,30 mg 100 g¡1                      |
| Tổng hoạt tính chống oxy hóa | 258,6-946,52 mg Trolox 100 g¡1,        |

### Dược phẩm
Nhiều loại trái cây được sử dụng trong y học cổ truyền Trung Quốc để tăng cường khả năng miễn dịch chống lại các tác nhân truyền nhiễm và điều trị ung thư. Mận và củ dền có thể được xem là nguồn chất chống oxy hóa có khả năng chống lại quá trình oxy hóa. Quả mận hậu có thể chứa thành phần kích thích miễn dịch (kích thích hệ thống miễn dịch bằng cách kích hoạt hoặc tăng hoạt động) có khả năng hữu ích trong y học cho người và trong ngành thú y. So với trái cây khác, mận hậu chứa nguồn chất xơ hợp lý và nguồn hợp chất hoạt tính sinh học thích hợp (chẳng hạn như vitamin C và thành phần phenolic). Thành phần phenolic trong quả tương quan tích cực với đặc tính chống oxy hóa của chúng. Một nghiên cứu đánh giá chiết xuất ethanol từ 400 loại thảo mộc cho thấy mận hậu là chất ức chế Glucosyltransferase (GTF) hiệu quả nhất và cho thấy hoạt tính kháng khuẩn cao nhất. Đã có nghiên cứu về việc liệu quả mận hậu có tác dụng chống ung thư hay không nhờ đặc tính chống oxy hóa, nhưng tính đến năm 2023, người ta vẫn chưa rõ vai trò của chất chống oxy hóa nói chung trong việc bảo vệ và điều trị ung thư.

## Độc tính
Cũng như các loại trái cây hạt cứng khác, hạt và lá rất độc đối với con người vì chúng chứa amydalin, chất này sẽ phân hủy thành hydro xyanua. Mặc dù khó có thể xảy ra ngộ độc do vô tình nuốt phải một vài hạt, nhưng nên tránh ăn phải và không bao giờ tiêu thụ những hạt đã nghiền nát.